# Nguyễn Thị Ngọc Xuân
Nguyễn Thị Ngọc Xuân (sinh ngày 29 tháng 9 năm 1985) là nữ Đại biểu Quốc hội nước Cộng hòa xã hội chủ nghĩa Việt Nam. Bà hiện là Tỉnh ủy viên, Phó Trưởng Đoàn Đại biểu Quốc hội chuyên trách tỉnh Bình Dương, Đại biểu Quốc hội khóa XV từ Bình Dương. Bà từng là Ủy viên Ban Thường vụ Trung ương Đoàn, Bí thư Đảng ủy cơ quan Tỉnh đoàn, Bí thư Tỉnh đoàn Bình Dương.
Nguyễn Thị Ngọc Xuân là đảng viên Đảng Cộng sản Việt Nam, học vị Thạc sĩ Quản lý hành chính công, Cao cấp lý luận chính trị. Bà có gần 15 năm hoạt động thanh niên trước khi tập trung công tác Quốc hội.

## Xuất thân và giáo dục
Nguyễn Thị Ngọc Xuân sinh ngày 29 tháng 9 năm 1985 tại phường Thái Hòa, thị xã Tân Uyên, nay là thành phố Tân Uyên, tỉnh Bình Dương. Bà lớn lên và tốt nghiệp phổ thông ở Tân Uyên, theo học đại học Thành phố Hồ Chí Minh, tốt nghiệp Cử nhân Hành chính học, sau đó tiếp tục học cao học và nhận bằng Thạc sĩ Quản lý hành chính công. Bà được kết nạp Đảng Cộng sản Việt Nam vào ngày 14 tháng 12 năm 2009, trở thành đảng viên chính thức sau đó 1 năm, từng theo học các khóa chính trị ở Học viện Chính trị Quốc gia Hồ Chí Minh và tốt nghiệp Cao cấp lý luận chính trị. Hiện bà thường trú ở ấp Nhứt Thạnh, xã Thạnh Hội, thành phố Tân Uyên, tỉnh Bình Dương.

## Sự nghiệp
Tháng 10 năm 2007, sau khi tốt nghiệp đại học, Nguyễn Thị Ngọc Xuân trở về Bình Dương, được tuyển dụng công chức vào Ủy ban nhân tỉnh Bình Dương, điều về huyện Tân Uyên, bổ nhiệm làm Chuyên viên Phòng Nội vụ huyện Tân Uyên. Bà công tác thời gian ngắn ở Phòng Nội vụ, đến tháng 6 năm 2008 thì chuyển sang công tác thanh niên, là Ủy viên Ban Thường vụ Huyện đoàn Tân Uyên, Phó Chủ tịch Hội Liên hiệp Thanh niên huyện, rồi Phó Bí thư Huyện đoàn, Chủ tịch Hội đồng Đội huyện từ tháng 5 năm 2010. Tháng 8 năm 2012, bà nhậm chức Bí thư Huyện đoàn Tân Uyên khóa X, Đảng ủy viên Đảng ủy Khối Đoàn thể huyện, Phó Bí thư Chi bộ 2, nhiệm kỳ 2010–2015. Năm 2013, Tân Uyên được nâng cấp lên thị xã, bà tiếp tục công tác thanh niên, là Bí thư Thị đoàn Tân Uyên, sang tháng 4 năm 2014 thì được bầu vào Ban Chấp hành Đảng bộ thị xã, giữ chức Phó Bí thư Chi bộ Văn phòng Hội đồng nhân dân, Ủy ban nhân dân thị xã. Sang tháng 6 năm 2016, bà được bầu vào Ban Thường vụ Thị ủy, là Ủy viên Thường trực Hội đồng nhân dân, Phó Chủ tịch Hội đồng nhân thị xã ở tuổi 30.
Tháng 10 năm 2016, Nguyễn Thị Ngọc Xuân được điều lên Đoàn Thanh niên Cộng sản Hồ Chí Minh tỉnh Bình Dương, nhậm chức Phó Bí thư Thường trực Tỉnh đoàn Bình Dương, Chủ tịch Hội đồng Đội tỉnh, Chủ tịch Hội Sinh viên Việt Nam tỉnh. Sau đó, tại Đại hội Đoàn toàn quốc lần thứ XI, nhiệm kỳ 2017–2022, bà được bầu làm Ủy viên Ban Chấp hành, rồi Ủy viên Ban Thường vụ Trung ương đoàn, là Bí thư Đảng ủy cơ quan Tỉnh đoàn, Bí thư Tỉnh đoàn Bình Dương. Bên cạnh đó, bà giữ các vị trí khác là Ủy viên Ban Chấp hành Trung ương Hội Sinh viên Việt Nam, Ủy viên Ban Chấp hành Đảng bộ cơ quan Tỉnh đoàn. Tháng 2 năm 2019, bà được bầu bổ sung vào Ban Chấp hành Đảng bộ tỉnh Bình Dương, là Ủy viên Ban Chấp hành Đảng bộ Khối các Cơ quan và Doanh nghiệp tỉnh, rồi tái đắc cử Tỉnh ủy viên tại Đại hội Đảng bộ tỉnh lần thứ XI, nhiệm kỳ 2020–2025. Năm 2021, với sự giới thiệu của Ủy ban Mặt trận Tổ quốc tỉnh, bà tham gia ứng cử đại biểu Quốc hội từ Bình Dương, bầu cử ở đơn vị bầu cử số 2 ở thành phố Dĩ An, rồi trúng cử Đại biểu Quốc hội khóa XV với tỷ lệ 60,00%. Tháng 6 năm 2022, bà được miễn nhiệm công tác thanh niên, được phê chuẩn làm Phó Trường Đoàn Đại biểu Quốc hội chuyên trách tỉnh Bình Dương.